# Dactylis glomerata
Dactylis glomerata é uma espécie de planta com flor pertencente à família Poaceae. 
A autoridade científica da espécie é L., tendo sido publicada em Species Plantarum 1: 71. 1753.

## Portugal
Trata-se de uma espécie presente no território português, nomeadamente os seguintes táxones infraespecíficos:
- Dactylis glomerata subsp. glomerata - presente em Portugal Continental, no Arquipélago dos Açores e no Arquipélago da Madeira. Em termos de naturalidade é introduzida das três regiões atrás referidas. Não se encontra protegida por legislação portuguesa ou da Comunidade Europeia.
- Dactylis glomerata subsp. hispanica - presente em Portugal Continental e no Arquipélago da Madeira. Em termos de naturalidade é nativa das duas regiões atrás referidas. Não se encontra protegida por legislação portuguesa ou da Comunidade Europeia.
- Dactylis glomerata subsp. lusitanica - presente em Portugal Continental. Em termos de naturalidade é nativa da região atrás referida. Não se encontra protegida por legislação portuguesa ou da Comunidade Europeia.